# Équipe du Bénin de Coupe Davis
L'équipe du Bénin de Coupe Davis représente le Bénin à la Coupe Davis. Elle est placée sous l'égide de la Fédération béninoise de tennis.

## Historique
Créée en 1993, l'équipe du Bénin de Coupe Davis n'a jamais évolué dans une division plus élevée que le groupe III (en 1999) de la zone Europe-Afrique. L'équipe n'a pas participé à la compétition depuis 2005.

## Joueurs de l'équipe
Les chiffres indiquent le nombre de matchs joués
- Alphonse Gandounou
- Romain Setomey
- Jean Segodo
- Armand Segodo